# WFAA
WFAA ist ein US-amerikanischer Fernsehsender lizenziert in Dallas, Texas und sendet für den Dallas-Fort-Worth-Metroplex. Sie ist Affiliate von ABC und gehört der Tegna Inc.
WFAA ist die größte Affiliate eines der großen US-Netzwerke ("Big Four": ABC, NBC, CBS und Fox), die eigenständig ist und nicht zur ABC-Gesellschaft gehört. Die Studios des Senders befinden sich im WFAA Communications Center in Dallas Downtown. Die Sendeeinrichtungen stehen in Cedar Hill.

## Geschichte
Der Sender ging am 17. September 1949 als KBTV auf Sendung und gehörte zeitweise zum NBC-Netzwerk. 1950 änderte der damalige Beisitzer das Rufzeichen in WFAA um es seinem Radiosender WFAA (570 kHz, heute KLIF) anzupassen. WFAA wurde als "Working For All Alike" interpretiert. Die WFAA Newsfilm Collection mit den Nachrichtensendungen des Senders von 1960 bis 1978 ist Teil der G. William Jones Film and Video Collection als Teil der öffentlichen Hamon Arts Library.
Die Nachrichtenredaktion von WFAA wurde mit mehreren Medienpreisen ausgezeichnet, darunter 1986, 2004, 2007 und 2010 mit dem Peabody Award.